# 니콜라스 도밍게스
니콜라스 마틴 도밍게스(Nicolas Martin Dominguez, 1998년 6월 28일 ~ )는 아르헨티나의 축구선수이다. 포지션은 미드필더이다. 현재 프리미어리그의 노팅엄 포레스트 소속이다.